# فرشته نگهبان

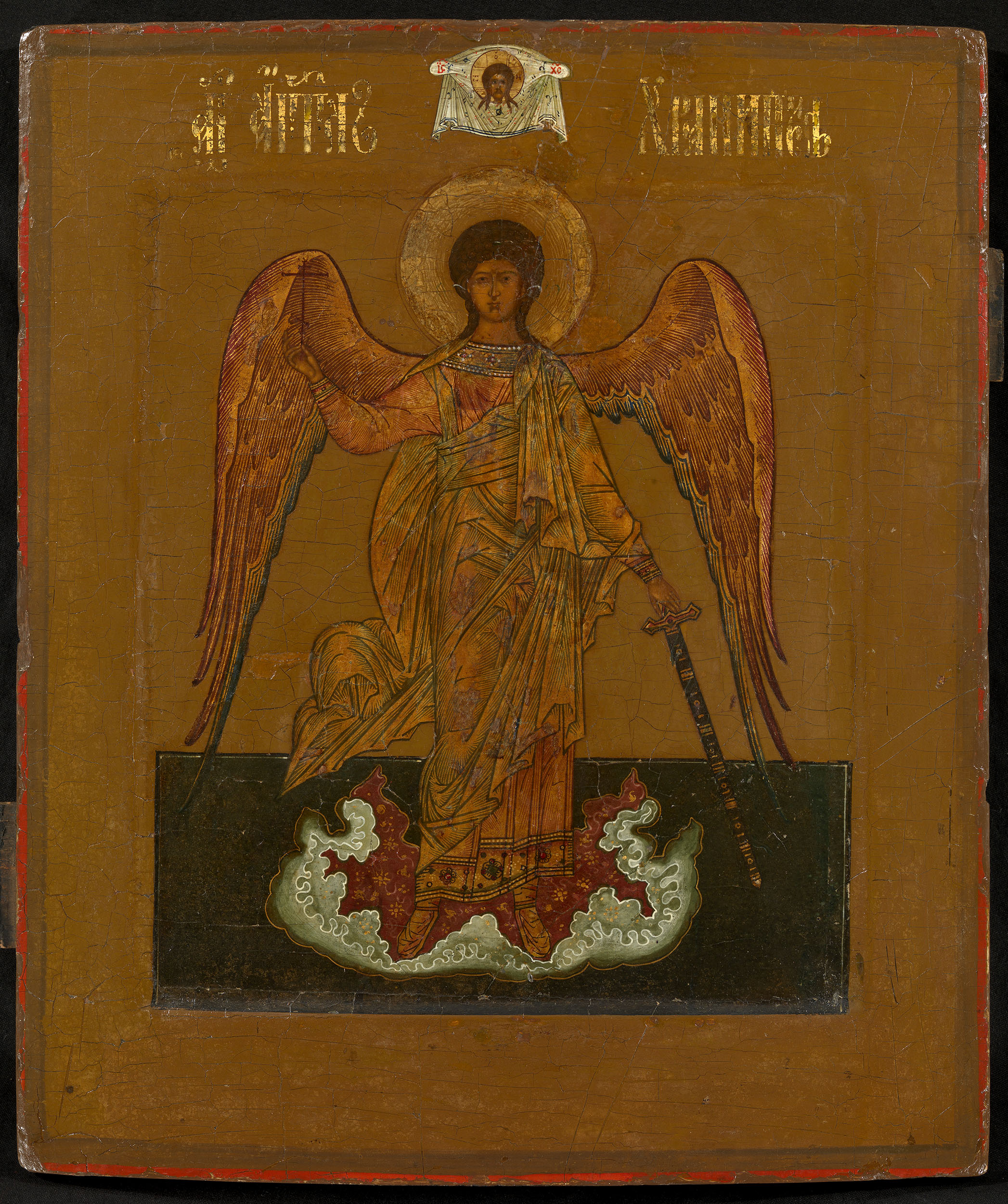

فرشته نگهبان فرشته‌ای است که برای محافظت و راهنمایی یک شخص خاص، گروه، پادشاهی یا کشور اختصاص یافته‌است. اعتقاد به فرشتگان نگهبان تقریباً در تمام دوران باستان وجود داشته‌است.
ایدهٔ کلی وجود فرشته‌هایی که از افراد یا ملیت‌های خاص محافظت می‌کنند، به آیین یهودیت بازمی‌گردد، اما نظریهٔ بسط یافتهٔ فرشتگان نگهبان و سلسله مراتب آنها ساخته و پرداختهٔ سودو-دنیس فیلسوفف مسیحی قرن پنجم میلادی است. از آن زمان تاکنون مفهوم فرشته‌ها و ارواح محافظ دستخوش دگرگونی‌های بسیاری شده‌است. باور معتقدان به این مقوله از شرق تا غرب این است که فرشتگان نگهبان در مقام محافظت از شخصی که خداوند آن‌ها را به او اختصاصص دهد، خدمت می‌کنند و دعای ی آن شخص را به نیابت از او به خدا می‌رسانند.